# 疾風迅雷
『疾風迅雷』（しっぷうじんらい）は、もりやまつるの漫画。

## あらすじ
テロが吹き荒れる21世紀の日本に幕末日本の新選組4人がタイムスリップして、悪戦苦闘する。

## 登場人物
近藤勇
新選組組長。
土方歳三
新選組副長。
沖田総司
新選組助勤。
原田左之助
新選組副長助勤。
新選組ファンの女性
新選組の4人を一時的に交流する。
閣慎太郎
内閣官房長官。
平井優花
新選組の4人の世話をする警視庁公安第四課所属の女性警察官。
タイムトラベル研究所の人間
タイムトラベルに関する設計図を完成させた人物。